# Domenika Mayer
Domenika Mayer (geborene Weiß; * 9. Oktober 1990 in Böblingen) ist eine deutsche Mittel- und Langstreckenläuferin.

## Werdegang
Als Teenagerin trainierte Domenika Mayer auf der Tartanbahn im Nachbarort Nagold unter Trainer Martin Wolf. Bei ihren ersten Leichtathletikwettkämpfen 2005/2006 erreichte sie Top-Ten-Platzierungen in der Landesbestenliste.
Nach einer zwischenzeitlichen Pause kam sie erst wieder während ihres Studiums an der Fachhochschule der Polizei mit dem Sport in Berührung und lernte dort ihren späteren Ehemann Christian Mayer kennen, der sie bis heute als Trainer betreut. Sie konzentrierte sich fortan auf ihr Lauftalent. 2019 wechselte sie vom LAC Quelle Fürth zur LG Telis Finanz Regensburg.
2021 blieb sie beim „itelligence Citylauf Invitational“ im Dresdner Großen Garten über die Halbmarathondistanz unter 1:10 Stunden und schob sich damit in die deutsche Straßenlaufspitze.
Im Vorfeld der Europameisterschaften in München lief sie im Frühjahr 2022 beim Hannover-Marathon eines der schnellsten Marathondebüts einer deutschen Frau.
Ebenfalls wurde sie im Frühjahr im Rahmen der Polizeisportlerehrung des Deutschen Polizeisportkuratoriums für ihre herausragenden sportlichen Leistungen im Jahr 2021 geehrt.
Im März 2023 belegte sie beim Halbmarathon in Freiburg im Rahmen der Deutschen Meisterschaften den zweiten Platz hinter Miriam Dattke und erreichte zusammen mit ihr und Svenja Ojstersek den zweiten Platz in der Mannschaftswertung (LG Telis Finanz Regensburg).
Im Mai 2023 siegte Mayer bei den Langstrecken-DM in Mittweida über die 10.000 Meter gegen die Favoritin Alina Reh und feierte ihren ersten deutschen Meistertitel auf der Bahn. Nur wenige Wochen später holte sie im Juni 2023 beim Europacup über 10.000 Meter Bronze, sowie Gold in der Mannschaftswertung zusammen mit Alina Reh und Eva Dieterich. Im gleichen Monat erreichte sie bei den Berg- und Traillauf-Weltmeisterschaften 2023 im Vertical Wettbewerb den 7. Platz in der Einzel- und (zusammen mit Laura Hottenrott, Hanna Gröber und Laura Hampel) den 2. Platz in der Teamwertung, außerdem den 5. Platz im Mountain Classic Senior Wettbewerb.
Im September 2023 erzielte Mayer als 14. des Berlin-Marathons mit 2:23:47 h eine neue persönliche Bestzeit.
Im April 2024 siegte sie in neuer Streckenrekordzeit von 2:23:50 h beim Hannover-Marathon und sicherte sich damit auch den deutschen Meistertitel.
Bei den Olympischen Sommerspielen 2024 in Paris belegte Mayer im Marathon mit 2:30:14 den 29. Platz.
Mayer lebt in Neukirchen bei Sulzbach-Rosenberg. Sie ist Polizeibeamtin und Mutter von zwei Töchtern.

## Persönliche Bestzeiten
- 1500 m: 4:31,90 min, 5. Juni 2016, Regensburg
- 3000 m: 9:13,03 min, 3. Juli 2021, Regensburg
- 3000 m: 9:26,95 min (Halle), 19. Februar 2017, Leipzig
- 5000 m: 15:52,95 min, 6. Juni 2021, Braunschweig
- 10.000 m: 32:14,34 min, 6. Mai 2023, Mittweida
- 10-km-Straßenlauf: 32:03 min, 30. Juli 2023, Berlin
- Halbmarathon: 1:09:52 h, 21. März 2021, Dresden
- Marathon: 2:23:47 h, 24. September 2023, Berlin

## Persönliche Erfolge
- 2015 – 2. Platz Crosslauf, Polizei-Europameisterschaften
- 2016 – 10. Platz Europameisterschaften im Berglauf
- 2018 – 7. Platz Europameisterschaften im Berglauf
- 2020 – Deutsche Meisterin im Crosslauf
- 2020 – 3. Platz Deutsche Meisterschaften über 5000 m
- 2021 – 3. Platz Deutsche Meisterschaften über 10.000 m
- 2021 – 1. Platz Crosslauf, Polizei-Europameisterschaften
- 2021 – 3. Platz Deutsche Meisterschaften im Crosslauf
- 2021 – Deutsche Vizemeisterin im Berglauf
- 2021 – 2. Platz Mannschaftswertung Crosslauf-Europameisterschaften
- 2022 – Deutsche Meisterin im Marathon (1. Platz Hannover-Marathon)
- 2022 – 4. Platz Deutsche Meisterschaften über 10.000 m
- 2022 – 6. Platz und 1. Platz Mannschaftswertung Europameisterschaften im Marathon
- 2023 – Deutsche Vizemeisterin im Halbmarathon, 1. Platz Mannschaftswertung (LG Telis Finanz Regensburg)
- 2023 – 2. Platz Linz Donau-Marathon
- 2023 – Deutsche Meisterin über 10.000 m
- 2023 – 3. Platz und 1. Platz Teamwertung über 10.000 m, Europacup
- 2023 – 7. Platz und 2. Platz Teamwertung im Vertical, 5. Platz im Mountain Classic Senior, Berg- und Traillauf-Weltmeisterschaften 2023
- 2023 – 1. Platz 3000 m, Polizei-Europameisterschaften
- 2023 – Deutsche Meisterin im 10-km-Straßenlauf, 1. Platz Mannschaftswertung
- 2024 – Deutsche Meisterin im Marathon (1. Platz Hannover-Marathon)